# Municipio de Älvkarleby
Älvkarleby (en sueco: Älvkarleby kommun) es un municipio de la provincia de Upsala, Suecia, en la provincia histórica de Uppland. Su sede se encuentra en la localidad de Skutskär. El municipio es uno de los pocos en el país que no se ha fusionado desde que se creó de una parroquia cuando se implementaron las primeras reformas del gobierno de Suecia en 1862.

## Localidades
Hay cinco áreas urbanas (tätort) en el municipio:
| # | Tätort     | Población |
| - | ---------- | --------- |
| 1 | Skutskär   | 6446      |
| 2 | Älvkarleby | 1493      |
| 3 | Gårdskär   | 352       |
| 4 | Marma      | 305       |
| 5 | Älvkarleö  | 236       |